# کرای-بیبی
گریان (به انگلیسی: Cry-Baby) فیلمی آمریکایی، نوجوانانه و موزیکال است که در سال ۱۹۹۰ ساخته شده‌است. نویسنده و کارگردان فیلم «جان واترز» است. در
این فیلم «جانی دپ» نقش نوجوانی به نام وید واکر «گریان» را ایفا کرده‌است که می‌تواند از یک چشمش اشک بریزد. بعد با دختری به نام «آلیسون» (امی لوکین) آشنا می‌شود.

## بازگران
| بازیگر        | نقش                       |
| ------------- | ------------------------- |
| جانی دپ       | وید واکر (گریان)          |
| جیمز اینتولد  | صدای آواز خواندن وید واکر |
| امی لوکین     | آلیسون ورنر ویلیامز       |
| راشل سوئیت    | صدای آواز خواندن آلیسون   |
| پالی برگن     | خانم ورنر ویلیامز         |
| سوزان تایرل   | رامونا ریکت               |
| ایگی پاپ      | بلودر ریکت                |
| ریکی لیک      | پپر واکر                  |
| تریسی لردز    | واندا وودوارد             |
| کیم مک گوایر  | مونا مالنوروفسکی          |
| دارن ای باروز | میلتون هکت                |
| کیم وب        | لنورا فریجید              |
| استفان مایلر  | بالدوین                   |
| ویلم دافو     | گارد                      |